# Radca prawny
Radca prawny – w Polsce wolny zawód zaufania publicznego zajmujący się świadczeniem pomocy prawnej, w szczególności polegającej na udzielaniu porad i konsultacji prawnych, sporządzaniu opinii prawnych, opracowywaniu projektów aktów prawnych oraz występowaniu przed sądami i urzędami w charakterze pełnomocnika lub obrońcy. Jest wykonywany na podstawie ustawy z dnia 6 lipca 1982 r. o radcach prawnych. Każdy radca prawny i aplikant radcowski obok obowiązków wynikających z norm prawa, podlega także normom deontologicznym zawodu radcy prawnego, określonym w szczególności w Kodeksie Etyki Radcy Prawnego. Radcy prawnemu, podobnie jak adwokatowi, przysługuje zwyczajowy tytuł „mecenas”.

## Wymagania zawodowe
Radcą prawnym może zostać każdy, kto ukończył magisterskie studia prawnicze w Polsce lub uznane w Polsce równoważne studia zagraniczne, korzysta z pełni praw publicznych, ma pełną zdolność do czynności prawnych, jest nieskazitelnego charakteru, daje rękojmię prawidłowego wykonywania zawodu oraz odbył aplikację radcowską w Polsce i złożył egzamin radcowski.
Aplikacja radcowska trwa trzy lata i jest prowadzona przez okręgowe izby radców prawnych. Nabór na aplikację jest prowadzony w formie pisemnego egzaminu państwowego w formie testu jednokrotnego wyboru. Egzamin radcowski po zakończeniu aplikacji jest również pisemnym egzaminem państwowym. Egzamin ten składa się z pięciu części i polega na rozwiązaniu zadania z zakresu prawa karnego, cywilnego lub rodzinnego, gospodarczego, administracyjnego i zasad wykonywania zawodu lub zasad etyki. Osoba, która zdała egzamin radcowski, może wykonywać zawód radcy prawnego po wpisie na listę radców prawnych i złożeniu ślubowania.
Ustawa o radcach prawnych przewiduje szereg wyjątków od wymogu odbycia aplikacji radcowskiej i złożenia egzaminu radcowskiego (m.in. w przypadku osób posiadających tytuł naukowy profesora lub stopień naukowy doktora habilitowanego nauk prawnych, sędziów, prokuratorów, adwokatów, notariuszy, komorników) albo tylko od wymogu odbycia aplikacji radcowskiej (m.in. w przypadku osób posiadających stopień naukowy doktora nauk prawnych, osób, które przez minimalny wymagany ustawą okres były zatrudnione jako referendarz sądowy, asystent prokuratora lub asystent sędziego albo wykonywały pracę wymagającą wiedzy prawniczej m.in. w urzędach organów władzy publicznej, kancelariach radcowskich lub adwokackich, a także osób, które zdały egzamin sędziowski, prokuratorski, notarialny lub komorniczy).
Prawo wykonywania zawodu radcy prawnego powstaje z chwilą dokonania wpisu na listę radców prawnych i złożenia ślubowania. Wpisu na listę radców prawnych dokonuje rada okręgowej izby radców prawnych na wniosek zainteresowanego. Ślubowanie odbiera dziekan rady okręgowej izby radców prawnych prowadzącej listę radców prawnych, na którą wpisany został radca prawny.
Radca prawny może wykonywać swój zawód w ramach stosunku pracy, na podstawie umowy cywilnoprawnej, w kancelarii radcy prawnego oraz w spółkach cywilnych i spółkach prawa handlowego, w których wspólnikami, partnerami lub komplementariuszami są radcowie prawni, adwokaci, rzecznicy patentowi, doradcy podatkowi lub prawnicy zagraniczni wykonujący stałą praktykę w Polsce. Wyłącznym przedmiotem działalności tych spółek może być świadczenie pomocy prawnej.
Radca prawny wykonujący zawód w ramach stosunku pracy podlega szczególnym przepisom, gwarantującym jego niezależność (pracodawca m.in. nie może nakazać radcy prawnemu wydania opinii prawnej o konkretnej treści ani wykonania czynności wykraczającej poza zakres pomocy prawnej), minimalny poziom wynagrodzenia (nie niższy niż wynagrodzenie na stanowisku głównego specjalisty lub równorzędnym), dodatkowe wynagrodzenie za wygrane sprawy oraz odmienne niż w przypadku innych pracowników zasady rozliczania czasu pracy (uwzględniające m.in. czas na przygotowywania się do czynności przed sądami i urzędami).
Szczegółowe zasady wykonywania zawodu radcy prawnego określa regulamin wykonywania zawodu, uchwalany przez Krajową Radę Radców Prawnych.

## Samorząd radców prawnych
Każdy radca prawny i aplikant jest członkiem samorządu zawodowego i jest to przynależność obowiązkowa. Samorząd ma za zadanie zapewniać warunki do wykonywania zadań radców prawnych określonych w ustawie, reprezentować radców prawnych i aplikantów oraz chronić ich interesy zawodowe. Rolą samorządu jest również współdziałanie w kształtowaniu i stosowaniu prawa, przygotowywanie aplikantów do należytego wykonywania zawodu radcy prawnego oraz realizowanie zadań z zakresu doskonalenia zawodowego radców prawnych i nadzorowanie należytego wykonywania zawodu przez radców prawnych.
Jednostkami organizacyjnymi samorządu radców prawnych, mającymi osobowość prawną, są: Krajowa Izba Radców Prawnych i okręgowe izby radców prawnych, których jest obecnie 19 (aktualnie ich siedzibami są: Białystok, Bydgoszcz, Gdańsk, Katowice, Kielce, Koszalin, Kraków, Lublin, Łódź, Olsztyn, Opole, Poznań, Rzeszów, Szczecin, Toruń, Wałbrzych, Warszawa, Wrocław, Zielona Góra).

## Radca prawny a adwokat
Zawód radcy prawnego jest zawodem pokrewnym do zawodu adwokata. Podstawową różnicą między radcami prawnymi a adwokatami jest możliwość wykonywania zawodu przy jednoczesnym  pozostawaniu w stosunku pracy (radcowie prawni mają taką możliwość, adwokaci – nie).
Od 1 lipca 2015 r. radca prawny, tak samo jak adwokat, posiada możliwość pełnienia funkcji obrońcy w procesie karnym, tj. w sprawach karnych i karnoskarbowych, z tym że obrońcą może być tylko radca prawny niepozostający w stosunku pracy.
Istniejący podział na dwie korporacje uznawany jest za sztuczny i ma znaczenie głównie historyczne. Z tego powodu wysuwane są koncepcje połączenia radców prawnych z adwokatami w jednej wspólnej korporacji.

## Uregulowania prawne działalności
Współcześnie działalność radców prawnych w Polsce określa ustawa o radcach prawnych. Poprzedziła ją uchwała Rady Ministrów z 13 grudnia 1961 w sprawie obsługi prawnej przedsiębiorstw państwowych, zjednoczeń oraz banków państwowych, nakazującą tym podmiotom korzystanie z usług prawnych wyłącznie radców prawnych zatrudnianych przez te jednostki. Po uchwaleniu 19 grudnia 1963 nowej restryktywnej ustawy o ustroju adwokatury, m.in. zakazującej łączenia zawodu adwokata z działalnością jako radca prawny, domeną radców prawnych stało się świadczenie usług wobec tych jednostek. W systemie nakazowo-rozdzielczym radca prawny stawał się reprezentantem państwa socjalistycznego i jego prawa wobec dyrekcji jednostki, w której był zatrudniony, nadzorując w niej w interesie społecznym stosowanie prawa.
Ustawę o radcach prawnych Sejm PRL uchwalił 6 lipca 1982, określając zasady wykonywania obsługi prawnej przez radców prawnych, jej organizację oraz legitymizując działania samorządu radców prawnych. W dalszym ciągu jednak wykonywanie zawodu radcy prawnego polegało głównie na obsłudze prawnej państwowych i spółdzielczych jednostek organizacyjnych, choć z obsługi prawnej radcy prawnego mogły także korzystać organizacje społeczne oraz spółki z udziałem kapitału państwowego, spółdzielczego lub organizacji społecznych. Samorząd radcowski pozbawiony był nadal dwóch ważnych uprawnień: prowadzenia przygotowania do wykonywania zawodu (bowiem aplikację organizowały i prowadziły okręgowe komisje arbitrażowe) oraz podejmowania decyzji w sprawie wpisu na listę radców prawnych (wpisu dokonywał prezes okręgowej komisji arbitrażowej).
23 grudnia 1988 r. uchwalona została ustawa o działalności gospodarczej, która w art. 24 wymieniała udzielanie pomocy prawnej jako jeden z rodzajów działalności gospodarczej (w rozumieniu tej ustawy), świadczonej na rzecz podmiotów gospodarczych. Uwolnienie zawodu radcy prawnego od nadzoru Państwowego Arbitrażu Gospodarczego nastąpiło ustawą z dnia 24 maja 1989 r. o rozpoznawaniu przez sądy spraw gospodarczych, która przyznała samorządowi radców prawnych kompetencje do prowadzenia aplikacji oraz dokonywania wpisów i prowadzenia list radców prawnych. Zasadnicze ramy wykonywania zawodu radcy prawnego wyznaczyła natomiast tzw. wielka nowelizacja ustawy o radcach prawnych, dokonana ustawą z dnia 22 maja 1997 r., poprzedzona uchwaloną 2 kwietnia 1997 r. Konstytucją Rzeczypospolitej Polskiej, której art. 17 ust. 1 ustanowił gwarancje dla samorządów zawodowych reprezentujących zawody zaufania publicznego.

## Nazewnictwo w językach obcych
W obszarze prawa anglosaskiego za odpowiednik polskiego określenia radca prawny jest termin solicitor, aczkolwiek zdaniem niektórych autorów tłumaczenie to jest błędne. Zarówno Krajowa Izba Radców Prawnych, jak i Okręgowe Izby Radców Prawnych w tłumaczeniach na język angielski używają terminu attorney at law.
W języku rosyjskim za odpowiednik uznaje się pojęcie Juriskonsult, choć pojęcie to nie oddaje istoty uprawnień związanych z wykonywaniem tego zawodu w Polsce.

## Toga radcy prawnego
W czasie rozpraw sądowych radcowie prawni używają jako stroju urzędowego togi, której wygląd został określony rozporządzeniem Ministra Sprawiedliwości z dnia 27 listopada 2000 r. w sprawie określenia stroju urzędowego radców prawnych biorących udział w rozprawach sądowych.